# ملک‌ایرج پناهی
ملک‌ایرج پناهی (زادهٔ ۱۳۲۵، تهران) نوازندهٔ پیانو، آهنگساز، شاعر و فیلم‌ساز ایرانی است.
او پسر همایون‌دخت و جعفر پناهی و نوهٔ دختری احمدشاه قاجار است. در کودکی به همراه خانواده‌اش به فرانسه مهاجرت کرد و بعد از به پایان رساندن تحصیلات سینمایی، همزمان با تحصیل در کنسرواتوار پاریس در زمینهٔ پیانو و هارمونی و کنترپوان، وارد مرکز تحقیقات موسیقی ملی دفتر رادیو تلویزیون فرانسه شد. سپس برای ادامه تحصیل به آمریکا رفت و دوره‌های «کارگردانی، فیلم‌نامه‌نویسی و جلوه‌های ویژه» و «تدوین و ترکیب موسیقی الکترونیک» را در دانشگاه هنرهای زیبای کالیفرنیا گذراند.
او پس از بازگشت به ایران قطعات متعددی برای فیلم و انیمیشن ساخته‌است. او برای موسیقی و شعر عاشق رؤیاها هستم برندهٔ جایزه موسیقی بیلبورد شد. آلبومی از قطعات او برای پیانو با عنوان نفس رؤیاها در سال ۱۳۹۵ در ایران منتشر شده‌است. از دیگر آثار او موسیقی متن انیمیشن‌های کوتاه کلاغی که می‌خواست قوی‌ترین باشد، ژنرال و بادباک و فیلم دختری با کفش‌های کتانی (ساخته رسول صدر عاملی) و فیلم مستند مهر و مسیح است.